# جامع صقللي محمد باشا (بك أوغلي)
جامع صقللي محمد باشا في بك أوغلي (بالتركية: Sokollu Mehmet Paşa Camii)‏ هو مسجد عثماني من القرن السادس عشر في إسطنبول، تركيا.
يقع المسجد في بك أوغلي في إسطنبول. وقد صمم من قبل المهندس المعماري معمار سنان (ج. 1488/1490-1588) وبناه الصدر الأعظم صقللي محمد باشا (في مكتب 1565-1579) في 1578. هو أحد المساجد الثلاثة بنفس الاسم في إسطنبول.